# Prizma
Prizma est une société américaine fondée en 1915 par William Van Doren Kelley et Charles Raleigh pour exploiter différents procédés de cinématographie en couleurs naturelles. Les premiers procédés utilisent une méthode par synthèse additive, comparable au Kinemacolor et au Technicolor no 1, qui exigent des projecteurs spéciaux, mais Kelley cherche à utiliser des projecteurs normaux et passe de la synthèse additive à la synthèse soustractive vers 1918. En 1922, James Stuart Blackton réalise l'un des premiers longs métrages en couleur naturelles, La Glorieuse Aventure, avec le procédé Prizma Color par synthèse soustractive.